# Gubeundari (métro de Séoul)
Gubeundari (en coréen : 굽은다리역) est une station de passage de la ligne 5 du métro de Séoul. Elle est située sous la Yangjaedaero, dans le quartier Myeongil 1-dong, arrondissement Gangdong-gu de Séoul, en Corée du Sud. 
Ouverte en 1995, elle est desservie par les rames qui circulent sur la ligne 5 entre Banghwa et Hanam Geomdansan.

## Situation sur le réseau

Plan du réseau du métro de Séoul (2023)

## Histoire
La station Gubeundari est mise en service le 15 novembre 1995, lors de l'ouverture à l'exploitation de la première section la ligne 5 du métro de Séoul, de Wangsimni à Sangil-dong,.

## Services aux voyageurs

### Desserte
Gubeundari est desservie par les rames omnibus qui circulent sur la ligne entre les terminus Banghwa et Hanam Geomdansan.

Installations
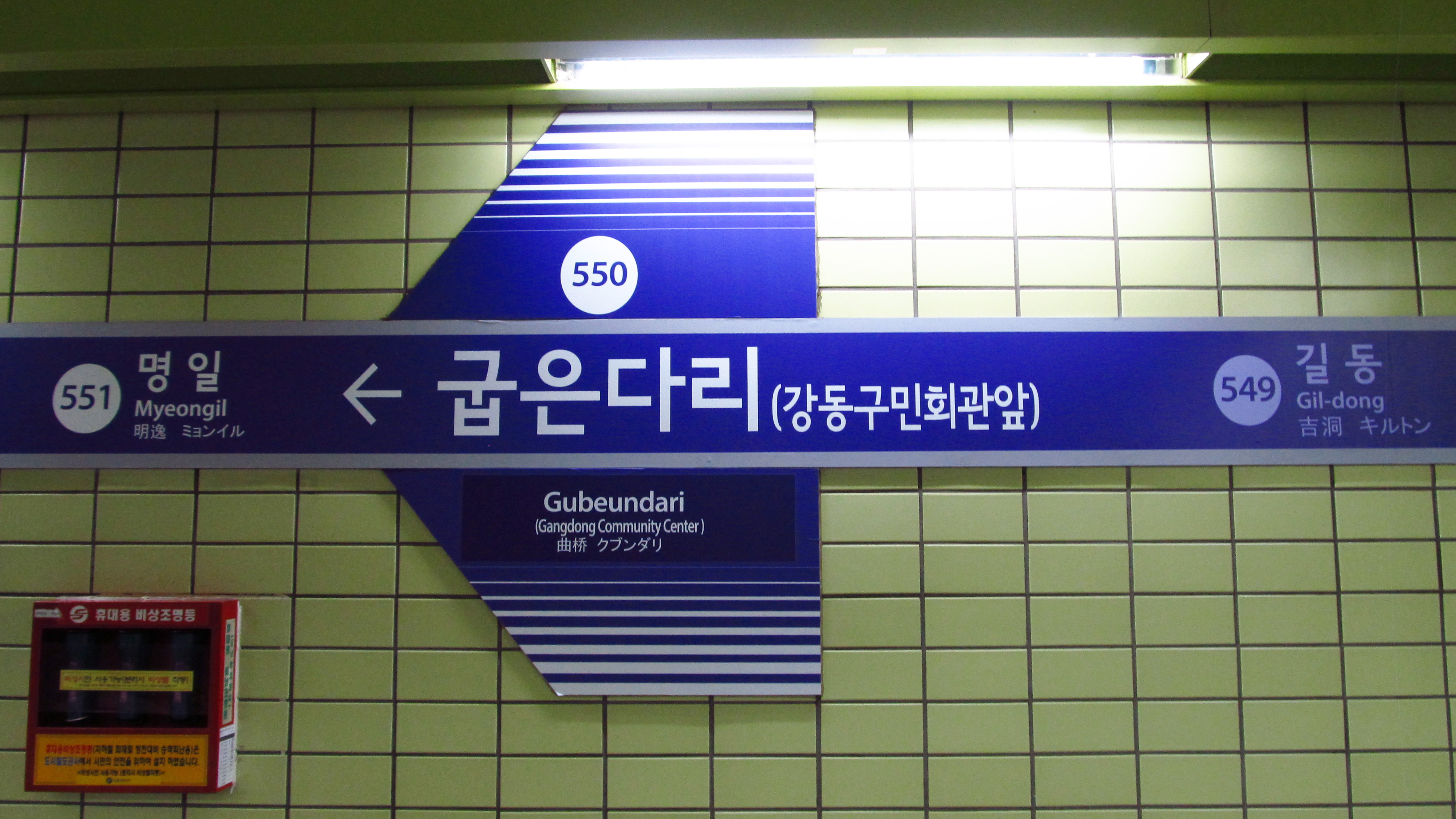
En 2018.
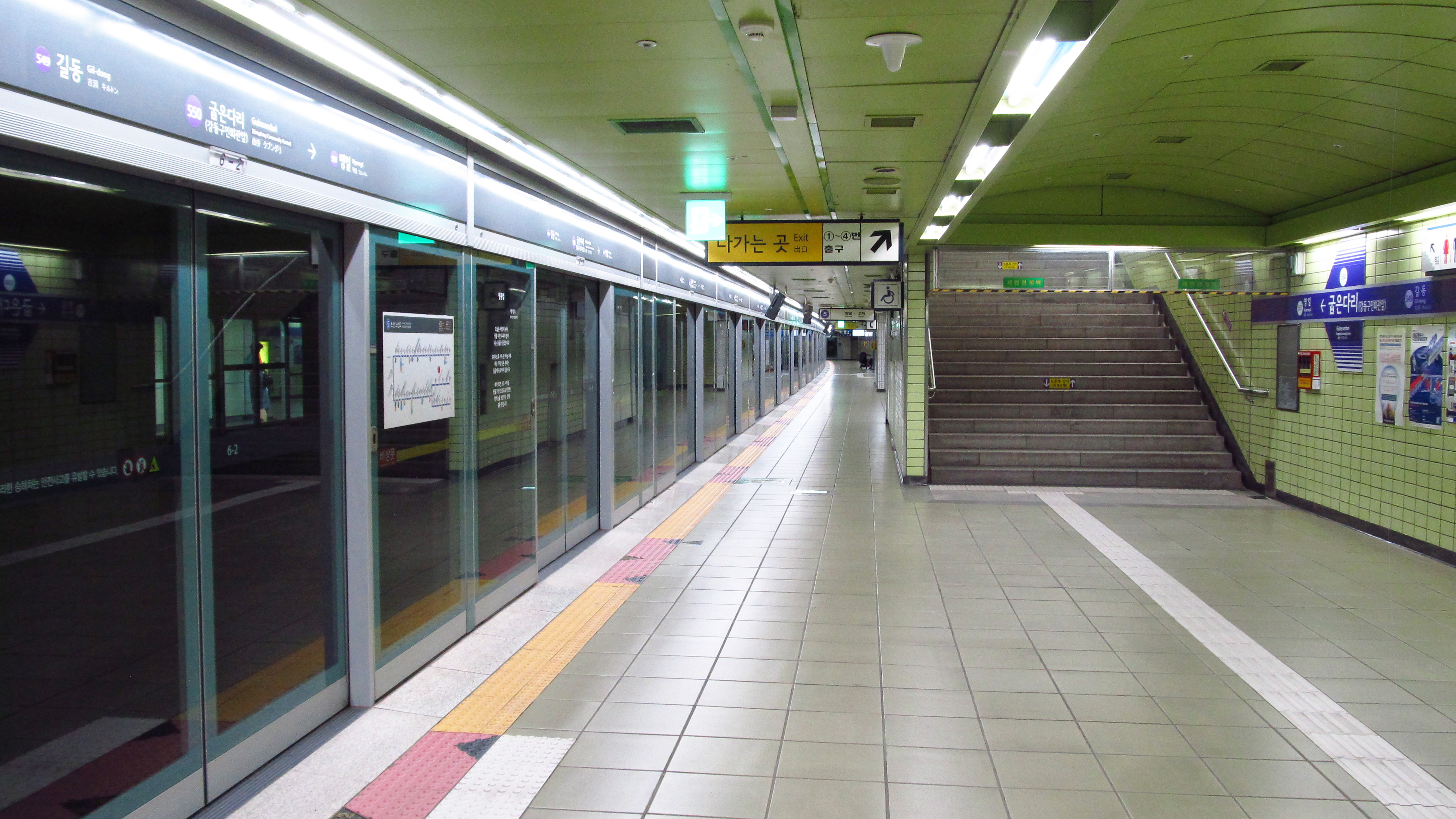
En 2018.

### Intermodalité
Des arrêts de bus sont situés à proximité.